# Décès en 870
Décès
- 866
- 867
- 868
- 869
- 870
- 871
- 872
- 873
- 874

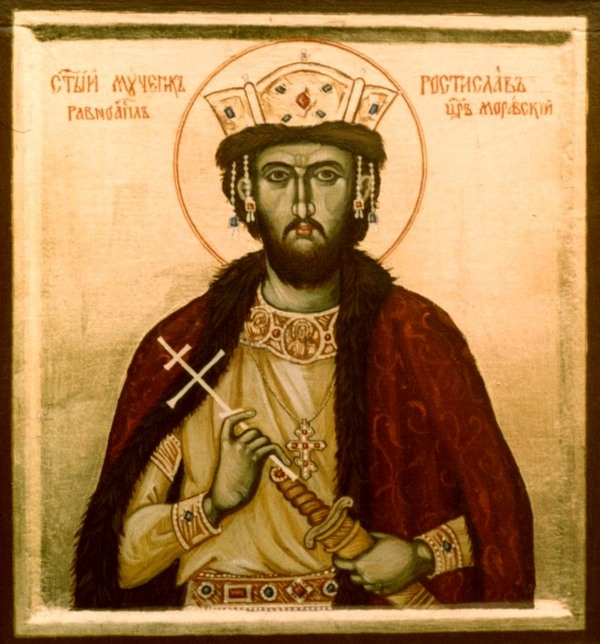
Rastislav mort en 870.

Cette page dresse une liste de personnalités mortes au cours de l'année 870 :
- 4 février : Ceolnoth, archevêque de Cantorbéry.
- 20 juin : Al-Muhtadi, quatorzième calife abbasside[1].
- 31 août : al-Bukhari à Samarkand, écrivain persan, auteur d’un livre de hadiths (paroles et actes du Prophète)[2].
- 20 novembre : Edmond (Saint Edmond), roi d'Est-Anglie, massacré après la bataille de Thetford.
- 27 décembre : Énée de Paris, évêque de Paris.

- Mouhammad al-Boukhârî, célèbre érudit musulman sunnite perse.
- Al-Marwazi, astronome persan.
- Ali Ibn Sahl Rabban al-Tabari, érudit islamique (Ouléma), médecin et précurseur de la sociologie et de la psychologie issu de la communauté Juive persane et de la communauté zoroastrienne.
- Rastislav, prince de Grande-Moravie, saint de l'Église orthodoxe.
- Wen Tingyun, poète chinois de la fin de la dynastie des Tang.

date incertaine (vers 870)
- Otfried de Wissembourg, premier poète de langue germanique.
- Wandalbert de Prüm, moine et diacre à l'abbaye de Prüm.

## Crédit d'auteurs
- Cet article est partiellement ou en totalité issu de l'article intitulé « 870 » (voir la liste des auteurs).